# Tatra 52
La Tatra 52 succéda à la Tatra 30 en 1930.
Le véhicule avait un moteur à arbre à cames en tête quatre cylindres refroidi à l'air de 1.910 cm3 délivrant 30 CV (22 kW). Le moteur entraînait les roues arrière par une boîte de vitesses à quatre rapports et un embrayage multidisque à Sec. La Vitesse maximale de la voiture de 1.100 kg était de 90 km/h. Le châssis central à tube supporte un essieu avant sur un ressort à lame transversal et des demi-essieux arrière oscillants sans charnière, également sur un ressort à lame transversal. La voiture était équipée de roues en tôle.
Il y a différentes carrosseries à 4 et 6 places, ainsi qu'une limousine. Sur une période de production de huit ans, un total de 1.687 exemplaires sont fabriqués. Une version décapotable 2 portes et deux places, roadster, la Tatra 52 Sport est aussi disponible, avec un moteur porté à 1.982 cm3 et délivrant 35-36 cv (25,7–26,5 kW). Par ailleurs, le châssis raccourci et beaucoup plus plat, donne une voiture bien plus vive. Les Roadster ont été carrossés chez Sodomka à vysoke myto. Toutes les 52 Sport avaient des roues à rayons. Leur vitesse de pointe était de 135 km/h.
Comme successeur à tous ces modèles à partir de 1937, d'une technique complètement différente, Tatra présenta la Type 97.

## Littérature
- Wolfgang Schmarbeck: massif des Tatras, à L'Histoire des Tatras, l'Automobile. Maison d'édition de l'International de l'Auto et de la Moto-Musée de l'Allemagne, Bad Oeynhausen 1977.

## Références

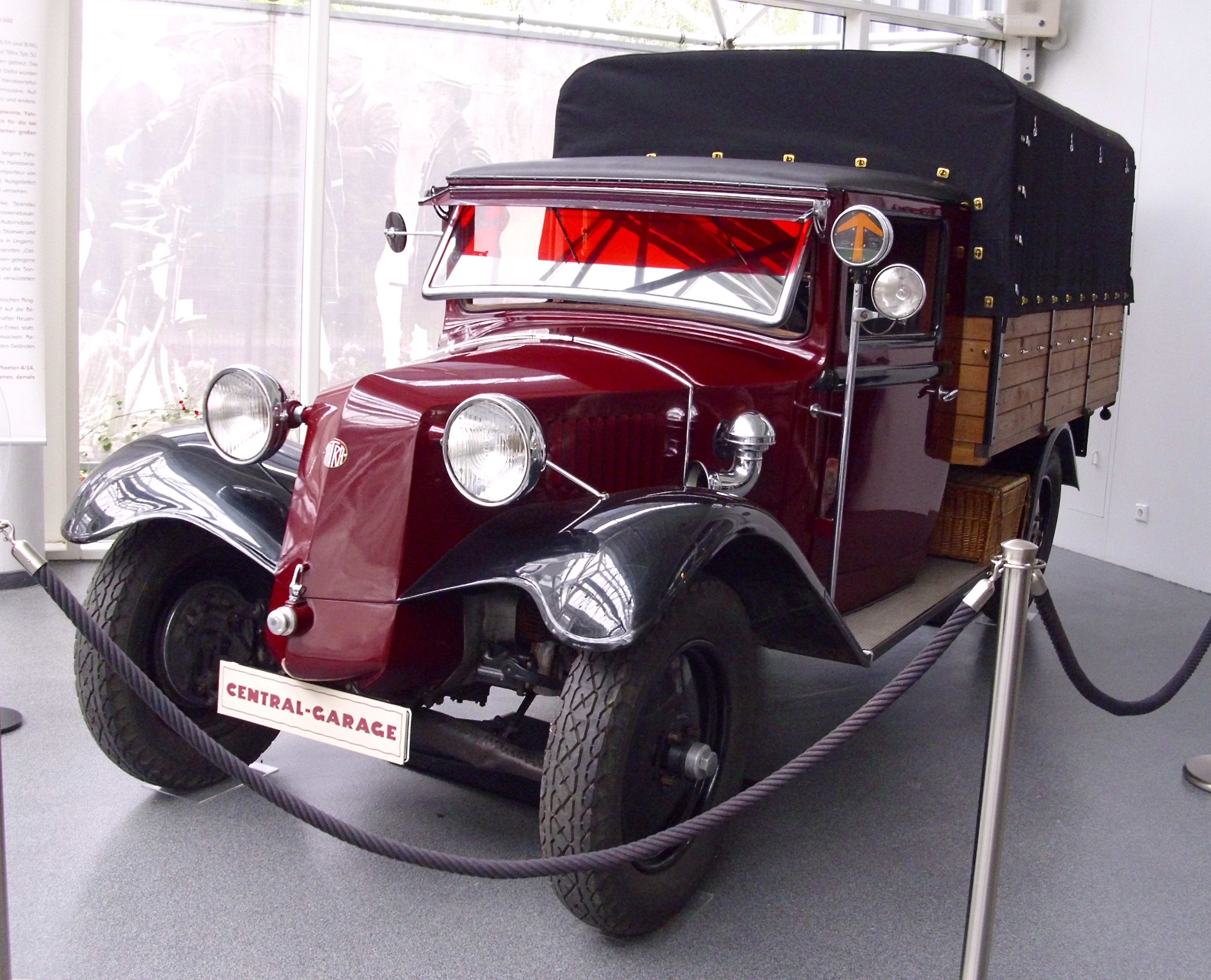
Un Deutschen Licenz Tatra 8/40 PS de 1931 (Tatra allemand construit sous licence).

## Liens et Images Externes
- Images de Tatra 52
- Image d'une Tatra 52 Sodomka
- D'autres T52